# アル・フセイン (ミサイル)
アル・フセイン（アラビア語：الحسين, 文語アラビア語発音：al-Ḥusaynもしくはal-Ḥusain(アル＝フサイン), 口語アラビア語発音：al-Ḥusein(アル＝フセイン)）、イラクが開発した短距離弾道ミサイル（SRBM）。ソ連製のSRBMであるスカッドミサイルの射程延長型である。

## 名称
名称は大統領サッダーム・フセイン（サダム・フセイン）のラストネームである父親のファーストネーム「フセイン」が由来ではなく、カルバラーの戦いで命を落とした第3代シーア派イマームのアル＝フサイン（口語発音：アル＝フセイン）にちなむ。
同じくイラクのミサイルであるアル・アッバス（アラビア語：العباس, al-ʿAbbās, アル＝アッバース）も同様の命名。カルバラーの戦いで戦死した上記アル＝フサインのの異母兄弟（アル＝）アッバース・イブン・アリーの名前が由来で、両者は向かい合う形でイラクのカルバラーに墓廟があり崇敬される宗教的英雄のファーストネームから取られた2ミサイル名となっている。

## 開発までの経緯
1980年に勃発したイラン・イラク戦争の初期において、イラクはソ連製の戦術弾道ミサイルである9K52 ルーナ-Mでイランの都市であるデズフールとアフヴァーズを攻撃したが、イランはこれにリビアより購入したスカッドBで対抗した。スカッドBは185マイル（約300km）の射程を有しており、イラクの首都・バグダッドを始めとして、キルクークやスレイマニヤといったイラクの主要都市もその射程圏内に収めていた。
イラクはこれに対抗すべく同じくスカッドBを配備したが、イランの首都・テヘランを始めとしたイランの主要工業地帯はイラク国境から300マイル（約500km）以上離れていたため、そのままではイラク側はテヘランなどを攻撃することは出来なかった。そこで、イラクの技術者によってスカッドBの射程延長プログラムが考案され、これに基づき開発されたのが当ミサイルである。

## 技術的特徴
先述したようにアル・フセインはソ連製のスカッドBをベースとしており、弾頭重量をスカッドBの985kgから500kgまで半減させている。その代わりに推進剤の搭載量を増加させており、これによりスカッドBと比べて射程を約2倍の400マイル（約640km）にまで拡大している。また、スカッドBと同じく輸送起立発射機より発射することも可能で、MAZ-543をベースにやや大型化したものが用いられた。なお、ベースとなったスカッドBは通常弾頭の他、核弾頭や化学弾頭も搭載可能だったが、アル・フセインは通常弾頭のみに対応している。
しかし射程延長の代償として、アル・フセインは安定性が損なわれており、CEP（平均誤差半径）の推定値はスカッドBの900mから1,000ｍと悪化した。また、イランの情報筋によると、アル・フセインは再突入時に空中分解する可能性があったとされる。
| スカッドBとの比較 | スカッドBとの比較 | スカッドBとの比較         |
| ----------------- | ----------------- | ------------------------- |
| 名称              | アル・フセイン    | スカッド-B                |
| 全長              | 12.2m             | 11.25m                    |
| 直径              | 88cm              | 88cm                      |
| 燃料              | UDMH、IRFNA       | UDMH、IRFNA               |
| 発射重量          | 約7,000kg         | 5,900kg                   |
| 投射重量          | 500kg             | 985kg                     |
| 誘導方式          | 慣性              | 慣性                      |
| 弾頭              | 通常              | 核(50 - 70kT)、化学、通常 |
| 射程              | 640km             | 300km                     |
| 推定CEP           | 1,000m            | 900m                      |

## 実戦参加
アル・フセインはイラク・イラン戦争末期の1987年に実戦投入され、イラク・イラン双方が停戦協定を結ぶ1988年まで200基が発射された。その後、1991年の湾岸戦争の際にも使用され、46基がサウジアラビアに、42基がイスラエルに対して発射された。また、アル・フセイン用のミサイルサイロがヨルダン国境近くの町であるアル・ルトバの西に数か所建設されていたが、これらは砂漠の嵐作戦においてアメリカ空軍のF-15Eの爆撃によって破壊されている。
1991年3月、イラクと多国籍軍の間で停戦協定が結ばれた後、アル・フセインは国際連合大量破壊兵器廃棄特別委員会の監視の下、7月までにすべて破棄された。